# Towarkowo (Kaluga, Dserschinski)
Towarkowo (russisch Това́рково) ist eine Siedlung städtischen Typs in der Oblast Kaluga (Russland) mit 14.496 Einwohnern (Stand 14. Oktober 2010).

## Geographie
Die Siedlung liegt knapp 30 km nordwestlich des Oblastverwaltungszentrums Kaluga vorwiegend am linken Ufer des linken Oka-Nebenflusses Ugra, wenig unterhalb der Einmündung ihres linken Zuflusses Schanja.
Towarkowo gehört zum Rajons Dserschinski und befindet sich knapp 15 km südlich von dessen Verwaltungszentrum Kondrowo.

## Geschichte
Unweit des kleinen, am rechten Ugra-Ufer gelegenen und zu Beginn des 16. Jahrhunderts erstmals erwähnten Dorfes Towarkowo entstand im Zusammenhang mit dem beginnenden Abbau eines Kalksteinvorkommens
ab 1954 am anderen Flussufer eine Siedlung für die Beschäftigten. Der Ortsname ist möglicherweise von dem des Moskauer Bojaren Towarkow abgeleitet, der im Zusammenhang mit dem Stehen an der Ugra 1480 erwähnt wird. 1964 erhielt der Ort den Status einer Siedlung städtischen Typs. Insbesondere in den 1980er-Jahren wurde die Plattenbausiedlung auch für Beschäftigte der Industriestandorte entlang der Bahnstrecke zwischen Kaluga und Kondrowo ausgebaut.

### Bevölkerungsentwicklung
| Jahr | Einwohner |
| ---- | --------- |
| 1970 | 4.659     |
| 1979 | 6.413     |
| 1989 | 12.736    |
| 2002 | 14.454    |
| 2010 | 14.496    |

Anmerkung: Volkszählungsdaten

## Sehenswürdigkeiten
Im dörflichen Teil des Ortes steht die zwischen 1900 und 1906 errichtete Christi-Geburts-Kirche (церковь Рождества Христова, zerkow Roschdestwa Christowa). Unweit der neuen Siedlung entstand 2006/2007 die Nikolai-Kapelle (Часовня Николая Чудотворца, tschassownja Nikolaja Tschudotworza).

## Wirtschaft und Infrastruktur
In Towarkowo gibt es einige Betriebe der Baumaterialienwirtschaft und des Anlagenbaus.
Die nächstgelegenen Bahnstrecke verläuft gut drei Kilometer nordöstlich des Ortes; dort befindet sich der Haltepunkt Schanja an der Eisenbahnstrecke Wjasma – Kaluga – Rjaschsk (Streckenkilometer 133), die 1874 eröffnet und 1971 auf einem Teilabschnitt bis Kaluga elektrifiziert wurde. An der gleichen Strecke liegt etwas weiter (etwa 6 km) von Towarkowo entfernt die größere Station Polotnjany Sawod. Straßenanschluss besteht in nordöstlicher Richtung zur Regionalstraße R93, die Kaluga mit Medyn verbindet. Über diese kann auch die Fernstraße M3 Moskau – Brjansk – ukrainische Grenze erreicht werden, die etwa 15 östlich verläuft.